# Comuna Prohorî, Borzna
Prohorî (în ucraineană Прохори) este o comună în raionul Borzna, regiunea Cernihiv, Ucraina, formată din satele Prohorî (reședința) și Șevcenka.

## Demografie
Componența lingvistică a comunei Prohorî
     Ucraineană (98,99%)
     Rusă (1,01%)
Conform recensământului din 2001, majoritatea populației comunei Prohorî era vorbitoare de ucraineană (98,99%), existând în minoritate și vorbitori de rusă (1,01%).